# St. Petri (Weende)

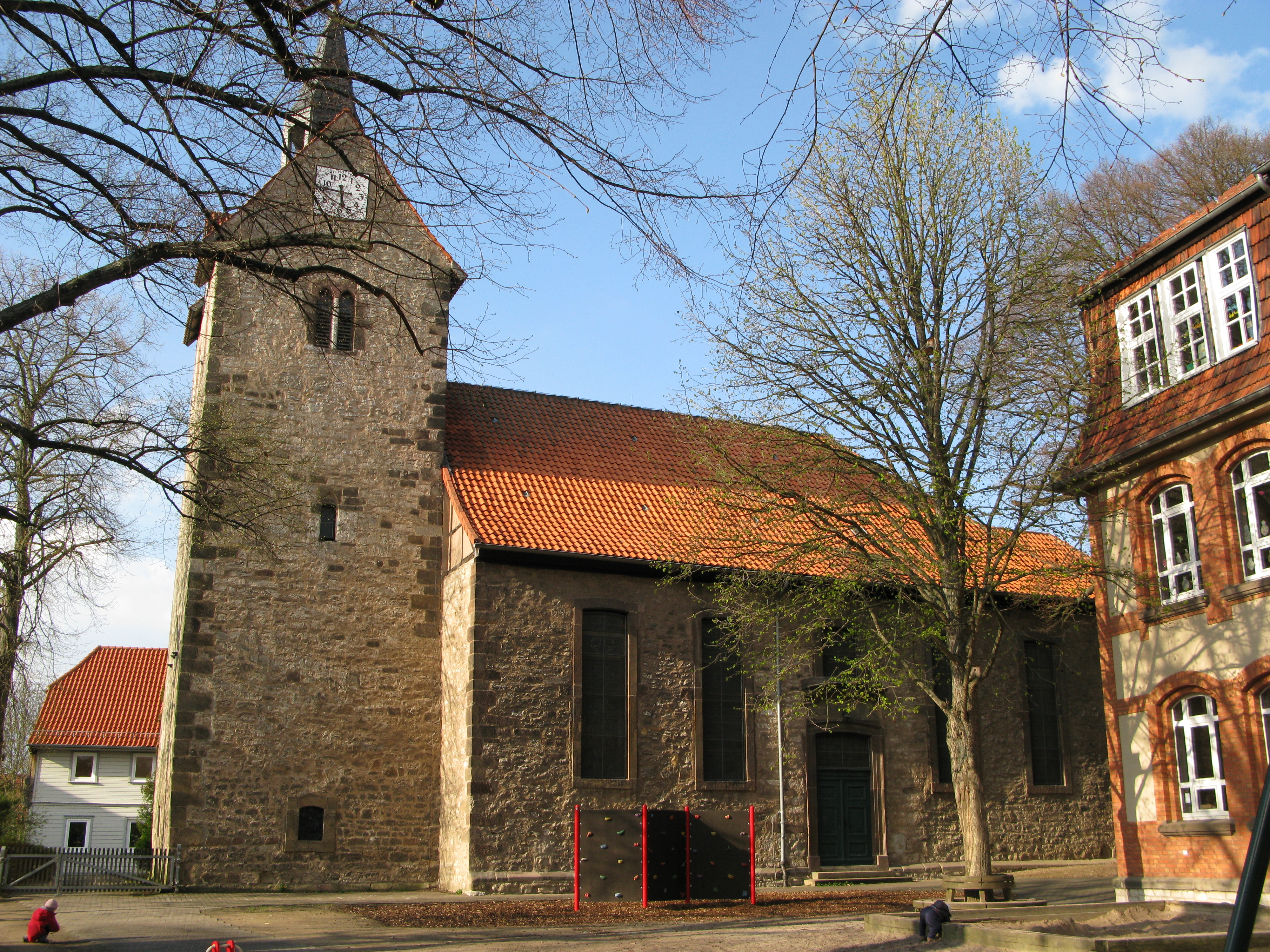
St. Petri (Ansicht von Süden)

Die evangelisch-lutherische Kirche St. Petri steht in Weende, einem Stadtteil der Universitätsstadt Göttingen im Landkreis Göttingen von Niedersachsen. Die Kirchengemeinde gehört zum Kirchenkreis Göttingen im Sprengel Hildesheim-Göttingen der Evangelisch-lutherischen Landeskirche Hannovers.

## Beschreibung
Die Petrikirche aus dem 9. oder 10. Jahrhundert stand ursprünglich am Dorfrand. Die ältesten Teile des heutigen querrechteckigen Kirchturms im Westen wurden um 1180 aus Bruchsteinen und Ecksteinen erbaut. Der Dachreiter auf dem Satteldach des Turms ist jedoch erheblich jünger. In seinem Glockenstuhl hinter den Klangarkaden im obersten Geschoss befindet sich der Glockenstuhl, in dem zwei Kirchenglocken hängen. Die mittelalterliche Kirche wurde 1521 umgebaut. 1566 wurde ein neuer Chor im Osten angefügt. Die damalige Kirche entsprach in ihren Umrissen der heutigen. Mit der Zeit verfiel sie jedoch. Deshalb wurde 1758–1760 das Kirchenschiff in seiner jetzigen Gestalt aufgebaut. Es hat Emporen an drei Seiten. Zur Kirchenausstattung gehört der im Westen platzierte Kanzelaltar. Die erste Orgel mit 8 Registern, einem Manuale und einem Pedal wurde 1848 von Carl Giesecke gebaut und 1965 durch ein Werk von Paul Ott ersetzt. 1989 erfolgte ein Neubau durch Rudolf Janke. Sie hat heute 18 Register, 2 Manuale und ein Pedal (siehe auch: Liste von Orgeln in Südniedersachsen).
An der Außenseite rechts neben dem Osteingang befindet sich das Epitaph für Anton Caspar Christoph Cleve und seine Ehefrau Sophia Elisabeth geb. Wackerhagen. An der Nordseites des Trums befindet sich das Rokokoportal zum Erbbegräbnis für Justus Ludwig Schlemm.